# 동광주 요금소
동광주 요금소(東光州料金所, E.Gwangju TG)는 광주광역시 북구 호남고속도로 70 (장등동)에 위치한 광주대구고속도로와 호남고속도로 본선 상의 요금소이다. 명칭은 소재지인 광주광역시에 따왔으며, 문흥 분기점에서 대구 방향으로 약 2.1km 떨어진 지점에 있다.
1978년 6월 1일 호남고속도로 및 남해고속도로의 전주 ~ 마산 구간이 유료화가 되면서 설치된 요금소이며, 1996년 12월 17일 동광주 ~ 순천 구간이 개방식에서 폐쇄식 요금소로 변경되면서 폐쇄식 요금소로 바뀌었다. 2009년 12월 17일 문흥 분기점 ~ 고서 분기점 구간이 6~8차선으로 확장되면서 기존 북구 망월동에 있었던 요금소를 광주 방향으로 1.1km 떨어진 장등동으로 이전하였다. 2015년 12월 22일에는 문흥 분기점 ~ 고서 분기점 구간이 광주대구고속도로와의 노선 공용 구간으로 지정되면서 광주대구고속도로의 본선 상 요금소의 역할도 하게 되었다. 2020년 1월 23일 요금소 내에 다차로 하이패스 시스템이 도입되었다.

## 연혁
- 1978년 6월 1일 : 호남고속도로 유료화에 따른 요금소 설치[2]
- 1986년 7월 10일 : 요금소 개축을 위해 전라남도 광주시 북구 망월동 300m 구간 도로구역 변경[3]
- 1996년 12월 17일 : 동광주 ~ 순천 구간이 폐쇄식 요금 징수 방식으로 변경되면서 폐쇄식 요금소로 변경[4]
- 2009년 12월 17일 : 문흥 분기점 ~ 고서 분기점 구간 6, 8차선 확장으로 인해 요금소를 광주 방향으로 1.1km 떨어진 곳으로 이전 및 영업 개시
- 2015년 12월 22일 : 문흥 분기점 ~ 고서 분기점 구간이 광주대구고속도로와의 노선 공용 구간으로 지정되면서 광주대구고속도로의 본선요금소도 됨.
- 2020년 1월 23일 : 다차로 하이패스 시스템 도입[5]

## 교통량 정보
| 요금소          | 통행량 (대/일) | 통행량 (대/일) | 통행량 (대/일) | 통행량 (대/일) | 통행량 (대/일) | 통행량 (대/일) | 통행량 (대/일) | 통행량 (대/일) | 통행량 (대/일) | 통행량 (대/일) | 각주  |
| 요금소          | 2001년         | 2002년         | 2003년         | 2004년         | 2005년         | 2006년         | 2007년         | 2008년         | 2009년         | 2010년         | 각주  |
| --------------- | -------------- | -------------- | -------------- | -------------- | -------------- | -------------- | -------------- | -------------- | -------------- | -------------- | ----- |
| 동광주 (폐쇄식) | 20,846         | 20,959         | 20,228         | 19,084         | 18,943         | 19,017         | 18,587         | 17,551         | 18,929         | 20,507         | [ 6 ] |
| 요금소          | 2011년         | 2012년         | 2013년         | 2014년         | 2015년         | 2016년         | 2017년         | 2018년         | 2019년         |                | [ 6 ] |
| 동광주 (폐쇄식) | 21,017         | 20,824         | 20,251         | 20,155         | 21,017         | 22,306         | 22,651         | 22,704         | 23,632         |                | [ 6 ] |

## 논산 방향(하행선)
- 하이패스 전용 진출차로 : 1,2차로
- 일반 진출차로 : 3,4,5,6,7,8,9,10,11,12,13차로

## 순천 방향(상행선)
- 하이패스 전용 진출차로 : 1,2,6차로
- 일반 진출차로 : 3,4,5,7차로

## 여담
- 광주 요금소는 전라남도 장성군에 있지만,이 요금소는 광주광역시에 있다.
- 심지어 광주 요금소 보다 이 요금소가 규모가 더 크다.